# Ada Christen

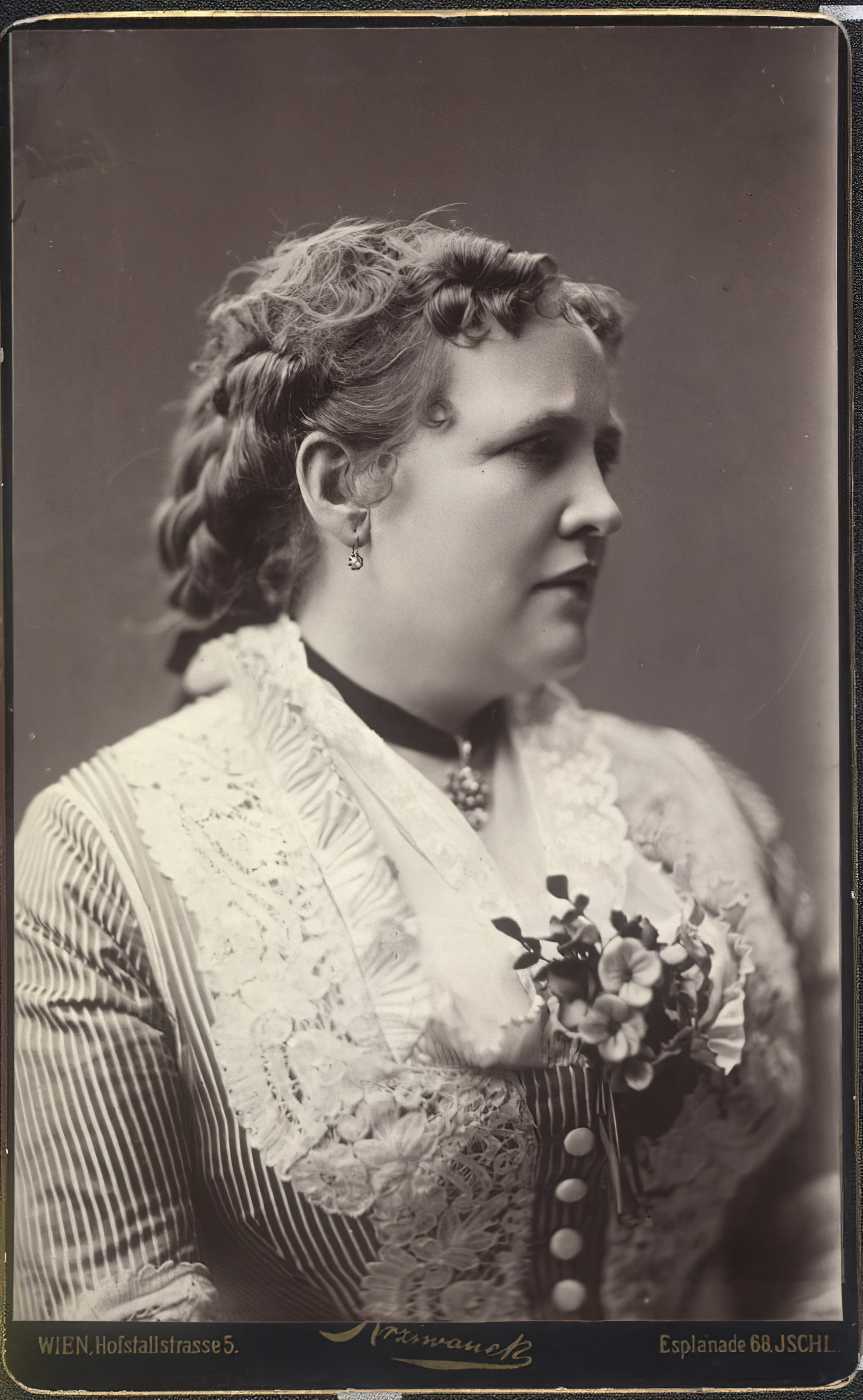
Ada Christen

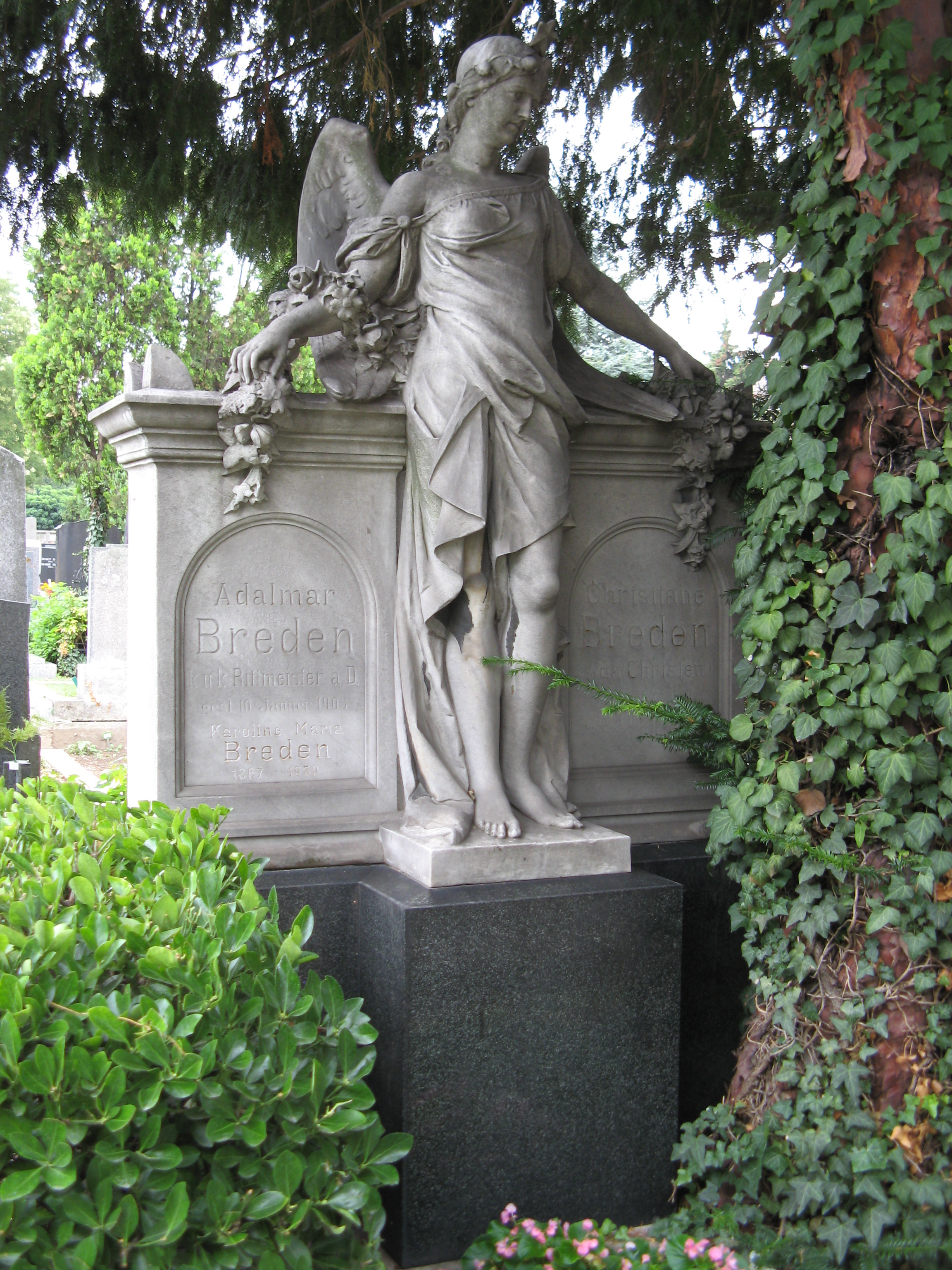
Grab von Ada Christen auf dem Evangelischen Friedhof Matzleinsdorf

Ada Christen, eigentlich Christi(a)na von Breden, geborene Fr(i)ederik (geboren 6. März 1839 in Wien; gestorben 19. Mai 1901 in Inzersdorf) war eine österreichische Schriftstellerin.

## Leben
Ada Christen wurde geboren als Christiane Rosalia Friederik, Tochter des Wiener Großkaufmanns Johann Friederik und seiner Frau Christine. Sie wuchs zunächst in Wohlstand und gesicherten Verhältnissen auf. Die Familie wohnte auf dem Alsergrund, einer Vorstadt von Wien.
Wegen seiner Beteiligung an der Revolution von 1848 wurde der Vater zu einer mehrjährigen Gefängnisstrafe verurteilt, an deren Folgen er später starb. Die Familie geriet dadurch ins Elend und Christen musste ihren Unterhalt selbständig verdienen, zunächst als Blumenmädchen und Näherin, dann als Angehörige eines Wandertheaters, mit dem sie einige Jahre lang durch die österreichisch-ungarische Provinz tingelte. Sie spielte von 1855 bis 1858 am Meidlinger Theater.
1864 heiratete sie den ungarischen Adeligen Siegmund von Neupauer, Großgrundbesitzer und Stuhlrichter von St. Gotthardt bei Ödenburg.
Doch nach dem frühen Tod ihres Mannes, der 1868 in geistiger Umnachtung starb, geriet Christen erneut ins Elend. Nach dem Tod ihres Kindes kehrte sie nach Wien zurück, wo sie wieder als Schauspielerin arbeitete (unter anderem auf der Strampferschen und auf der Josefstädter Bühne). Aber sie versuchte auch, als Schriftstellerin ein Einkommen zu finden.
Durch die Vermittlung von Ferdinand von Saar erschien 1868 als erste Buchveröffentlichung ihr erster Gedichtband Lieder einer Verlorenen, der durch seine Kombination von erotischem Freimut und sozialer Anklage zur Provokation des Bürgertums wurde und entsprechend hohe Auflagen erreichte. Saar hatte ihr auch zu dem Pseudonym Ada Christen geraten, das sie für alle weiteren Veröffentlichungen beibehielt. Weitere Gedichtbände folgten, aber auch Erzählungen, Romane und Dramen. Ab 1874 lieferte sie auch Beiträge für Zeitschriften (Illustrierter Österreichischen Volkskalender) und Zeitungen.
1873 hatte sie Adalmar von Breden, Unternehmer, Rittmeister a. D. und Militärschriftsteller, geheiratet, was sie zunächst der materiellen Sorgen enthob und es ihr erlaubte, einen Salon zu führen, in dem sich einige der bedeutendsten Schriftsteller der Zeit trafen, darunter der ihr besonders befreundete Ferdinand von Saar, sowie Ludwig Anzengruber. Bedingt durch wirtschaftliche Misserfolge ihres Mannes entstand gegen Ende der 1880er Jahre erneut eine wirtschaftlich schwierige Situation.
Die Uraufführung ihres Volksstückes Wiener Leut (nach Jungfer Mutter) am 1. Februar 1894 im Deutschen Volkstheater in Wien wurde ein Misserfolg. In der Folge zwang sie die Verschlimmerung eines schon früher aufgetretenen Nervenleidens zum völligen Rückzug aus der Öffentlichkeit. Kuraufenthalte und Reisen nach Venedig, Menton und Berchtesgaden brachten keine Besserung. Christen zog sich auf das Gut Einsamhof bei Inzersdorf zurück, wo sie am 19. Mai 1901 starb.
Sie wurde auf dem Evangelischen Friedhof Matzleinsdorf (Gruppe 18, Nr. 14+15) beerdigt. 1968 wurde die Ada-Christen-Gasse in Wien-Favoriten nach ihr benannt.

## Werke

### Erstausgaben (chronologisch)
- Ein ehrlicher Mann (Singspiel in einem Akt). Musik von Christian Seidel. Bloch, Berlin 1860, 21 S.
- Drei Soldaten (Genrebild mit Gesang in einem Akt). Frei nach dem Franz. von Ada Christen. Bloch, Berlin 1861, 42 S.
- Die Häuslerin (Volksstück) 1867
- Lieder einer Verlorenen (Gedichte) Hoffmann und Campe, Hamburg 1868, VII, 85 S. (Online-Ressource)
- Ella (Roman) 1869 (NDB 3,1957)
- Aus der Asche (Neue Gedichte) Hoffmann und Campe, Hamburg 1870 (NDB 3,1957) (Online-Ressource http://gateway-bayern.de/BV020370290)
- Faustina (Drama in fünf Akten). Jakob Dirnböcks (Georg Brandt), Wien 1871, 123 S. (NDB 3,1957)
- Schatten (Gedichte) Hoffmann und Campe, Hamburg 1872 (Digitalisat).
- Vom Wege (Skizzen) Hoffmann und Campe, Hamburg 1874 (NDB 3,1957)
- Aus dem Leben. (Skizzen) Ernst Julius Günther Nachf., Leipzig 1876 (NDB 3,1957)  (Inhalt u. a.: Käthes Federhut, Rahel) (Online-Ressource http://gateway-bayern.de/BV001167129)
- Aus der Tiefe (Gedichte) Hoffmann und Campe, Hamburg 1878 (NDB 3,1957) (Digitalisat).
- Unsere Nachbarn (Skizzen) Heinrich Minden, Dresden 1884 (NDB 3,1957)  (Inhalt u. a.: Der einsame Spatz, Nachbar Krippelmacher, Als er heimkehrte)
- Als sie starb (Novelle) 1888
- Jungfer Mutter. Eine Wiener Vorstadtgeschichte. (Roman) Heinrich Minden, Dresden 1892 (NDB 3,1957) (Digital http://www.zeno.org/nid/20004654838). Neuausgabe Hofenberg, Berlin 2015, ISBN 978-3-8430-8000-2.
- Wiener Leut (Volksstück) 1893 (Uraufgeführt am 1. Februar 1894 am Dt. Volkstheater Wien)
- Wie Lottchen nähen lernte. (Erzählung) 1897 (NDB 3,1957)
- Der Kanarienvogel (Erzählung) 1897 (NDB 3,1957)
- Das Nelkenbeet (Erzählung) 1897 (NDB 3,1957)
- Hypnotisiert (Lustspiel) 1898 (NDB 3,1957)
- Fräulein Pascha (Lustspiel) 1899 (NDB 3,1957)
- Evchens letzte Puppe (Erzählung) 1901 (NDB 3,1957)
- Auf dem Eisbrecher (Erzählung) 1901 (NDB 3,1957)
- Ernas Traum (Erzählung) 1902 (NDB 3,1957)

### Werkausgaben
- Ausgewählte Werke. Hrsg. von W. A. Hammer. 1911 (Teilsammlung)
- Das Haus zur blauen Gans. Auswahl aus Erzählungen und Gedichten. Hrsg. von Hanna-Heide Kraze. Union Verlag, Berlin(Ost) 1964
- Nur nicht so tropfenweis verbluten, Hrsg. von Jan J. Laurenzi, 2021 (Anthologie) ISBN 9783752683561
- Rahel und andere Erzählungen. Hofenberg, Berlin 2015, ISBN 978-3-8430-9370-5
- Gedichte. Hofenberg, Berlin 2015, ISBN 978-3-8430-7992-1